# リー郡 (バージニア州)

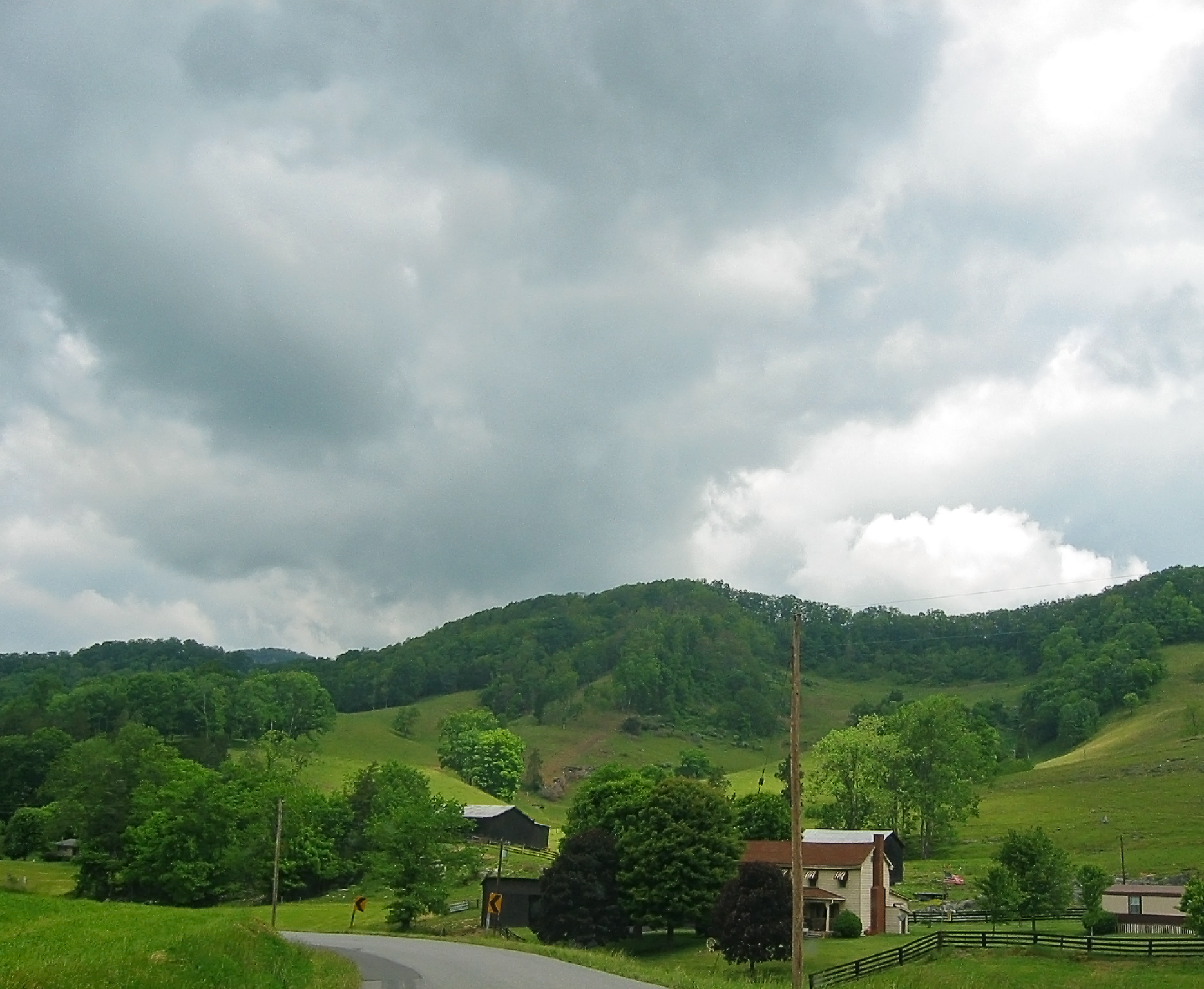
ペニントンギャップ近くの風景

リー郡（英: Lee County）は、アメリカ合衆国バージニア州の南西隅に位置する郡である。2010年国勢調査での人口は25,587人であり、2000年の23,589人から8.5%増加した。郡庁所在地はジョーンズビル町（人口1,034人）であり、同郡で人口最大の町はペニントンギャップ町（人口1,781人）である。

## 歴史
現在のリー郡となった地域に入った最初のヨーロッパ人は、1540年にエルナンド・デ・ソトが金を探して派遣したスペイン人探検家達だった。
リー郡は1793年にラッセル郡から分離して設立された。郡名は、アメリカ独立戦争のときに軽装騎兵を率いたことで"ライトホース・ハリー"とあだ名され、1791年から1794年にはバージニア州知事を務めた"ライトホース"・ヘンリー・リーに因んで名付けられた。リーは南北戦争で南軍を指揮したロバート・E・リーの父だった。
郡初期の大規模地主の中に独立戦争の士官で探検家だったジョセフ・マーティンがいた。マーテインズ・ステーションやローズヒルのマーティンズ・クリークはマーティンに因んだ命名であり、リー郡内に25,000エーカー (100 km2) の土地を報償として与えられ、後にはそれを売却した。地域の最初期探検家の1人でもあった。
1814年、リー郡、ラッセル郡およびワシントン郡のそれぞれ一部を合わせて、スコット郡が設立された。1856年、リー郡、ラッセル郡およびスコット郡の一部を合わせて、ワイズ郡が作られた。

## 経済
リー郡経済はタバコの栽培と石炭の採掘に依存するところが大きい。
「バージニアが始まる所」というスローガンを使っており、リー郡の最西端にあるカンバーランドギャップを通って西に進んだ開拓者が使った道におけるリー郡の役割を強調することで、観光業を隆盛させようと務めてきた。
ケンタッキー州とテネシー州に跨ってカンバーランドギャップ国立歴史公園がある。その中の見どころとしてはヘンスリー開拓地、ピナクル・オーバールック、サンドケイブ、ホワイトロックスがあり、ホワイトロックスからはユーイングやローズヒルの町を見下ろすことができる。

## 地理
アメリカ合衆国国勢調査局に拠れば、郡域全面積は437平方マイル (1,131.8 km2)であり、このうち陸地437平方マイル (1,131.8 km2)、水域は0平方マイル (0 km2)で水域率は0.04%である。
リー郡はバージニア州の州都リッチモンド以外にも8つの州の州都に近い位置にある。すなわちノースカロライナ州ローリー、サウスカロライナ州コロンビア、ジョージア州アトランタ、テネシー州ナッシュビル、ウェストバージニア州チャールストン、ケンタッキー州フランクフォート、オハイオ州コロンバス、インディアナ州インディアナポリスである。さらに郡最西端のカンバーランドギャップは9番目の州都アラバマ州モンゴメリーにも近い。

### 地区
リー郡は10の監督地区に分かれている。ジョーンズビル、ロッキーステーション、ロッキーステーションミネラル、ローズヒル、ホワイトショールズ、ヨーカム、セントチャールズペニントンギャップ、キオキー、ロビンスチャッペル、ヨーカムミネラルの各地区である。

### 主要高規格道路
- アメリカ国道23号線
- アメリカ国道58号線
- アメリカ国道421号線
- アメリカ国道58号線代替路
- バージニア州道70号線

### 隣接する郡
- ハーラン郡 (ケンタッキー州) - 北
- ワイズ郡 - 北東
- スコット郡 - 東
- ハンコック郡 (テネシー州) - 南
- クレイボーン郡 (テネシー州) - 南南西
- ベル郡 (ケンタッキー州) - 西

### 国立保護地域
- カンバーランドギャップ国立歴史公園（部分）
- ジェファーソン国立の森（部分）

## 人口動態
以下は2000年国勢調査による人口統計データである。
| 基礎データ - 人口: 23,589人 - 世帯数: 11,587 世帯 - 家族数: 6,852 家族 - 人口密度: 21人/km2（54人/mi2） - 住居数: 11,587軒 - 住居密度: 10軒/km2（25軒/mi2） 人種別人口構成 - 白人: 96.3% - アフリカン・アメリカン: 2.9% - アジア人: 0.2% - その他の人種: 0.1% - ヒスパニック・ラテン系: 0.7% 先祖による構成 - イギリス系：14% - アイルランド系：11% - ドイツ系：9% - スコットランド・アイルランド系：3% 年齢別人口構成 - 18歳未満: 22.8% - 18-24歳: 8.0% - 25-44歳: 27.5% - 45-64歳: 26.3% - 65歳以上: 15.4% - 年齢の中央値: 40歳 - 性比（女性100人あたり男性の人口） - 総人口: 94.2 - 18歳以上: 91.3 | 世帯と家族（対世帯数） - 18歳未満の子供がいる: 29.0% - 結婚・同居している夫婦: 55.0% - 未婚・離婚・死別女性が世帯主: 11.7% - 非家族世帯: 29.4% - 単身世帯: 27.0% - 65歳以上の老人1人暮らし: 12.1% - 平均構成人数 - 世帯: 2.41人 - 家族: 2.91人 収入と家計 - 収入の中央値 - 世帯: 29,889米ドル - 家族: 40,721米ドル - 人口1人あたり収入: 16,317米ドル - 貧困線以下 - 対人口: 22.7% - 対家族数: 20.3% - 18歳未満: 30.1% - 65歳以上: 23.3% |

## 政治
2008年アメリカ合衆国大統領選挙で、共和党のジョン・マケインが郡総投票数の63%、対する民主党のバラク・オバマは35%を獲得した。

## 町
- ジョーンズビル - 郡庁所在地
- ペニントンギャップ
- セントチャールズ

### 未編入の町
- ベンハー
- ドライデン
- ユーイング
- キオキー
- ローズヒル
- ウッドウェイ

## 教育

### 公立高校
- リー高校、ジョーンズビル
- トマス・ウォーカー高校、ユーイング

### 公立中学校
- ペニントン中学校、ペニントンギャップ
- ジョーンズビル中学校、ジョーンズビル

### 公立小学校
- ドライデン小学校、ドライデン
- エルクノブ小学校、ウッドウェイ
- エリーデール小学校、エリーデール
- ユーイング小学校
- フラットウッズ小学校、フラットウッズ
- キオキー小学校
- ローズヒル小学校
- セントチャールズ小学校
- スティックリービル小学校、スティックリービル[8]

ペニントン小学校の3つの校舎は1912年、1917年、1937年の3回にわたって建設されていたが、1989年に解体された。モーガン・アベニューにあった敷地には銀行が建設された。

### 工業学校
- リー郡工業訓練学校、ベンハー

## 著名な出身者
アンドリュー・テーラー・スティル、オステオパシーの創設者、ジョーンズビル近くで生まれた